# Navigatore (aeronautica)

Stemma ad aquila per navigante dell'Aeronautica Militare

Nell'Aeronautica Militare Italiana l'ufficiale che si occupa della rotta e dei sistemi d'arma e di puntamento viene chiamato navigante ed operatore di sistema d'arma.
Opera su jet biposto Panavia Tornado, dove occupa la posizione posteriore.
Per diventare naviganti si viene ammessi in Accademia Aeronautica nel ruolo naviganti, solo in seguito il ruolo viene differenziato da quello di pilota.
I requisiti fisici sono quindi estremamente selettivi.
Solo a seguito di cospicui sforzi di alcuni esponenti della categoria il percorso di carriera è stato quasi equiparato a quello dei piloti e il navigatore può raggiungere incarichi fra i più alti, inizialmente riservati ai piloti.